# 吴学周
吴学周（1902年9月20日—1983年10月31日），譜名同棠，字萼暉，號化予，男，江西萍乡人，中国物理化学家，中国分子光谱研究的奠基人之一，中国科学院院士。

## 生平
吴学周于1920年考入南京高等师范学校化学系，1924年毕业于国立东南大学 （即原南京高師）。1931年获美国加州理工学院化学博士学位。1948年，当选为中央研究院第一屆院士。1951年，加入九三学社。1955年，成为中国科学院第一批学部委员。
1957年，任国务院科学规划委员会化工专业组副组长。1978年，任国家科委化学组成员。1979年，兼任中国科学院环境化学研究所所长。1980年，任中国科学院环境委员会副主任。
1983年10月31日在长春逝世。